# Mark Boone Junior
Mark Boone Junior (Cincinnati, 17 maart 1955), geboren als Mark Heidrich, is een Amerikaans acteur.

## Biografie
Boone Junior werd geboren in Cincinnati en groeide op in het noordelijk deel van Chicago. Hij is van Duitse, Schotse en Engelse komaf. Boone Junior studeerde af aan de Universiteit van Vermont in Burlington (Vermont), na zijn studie verhuisde hij naar New York waar hij zijn carrière startte als stand-upkomiek samen met zijn vriend Steve Buscemi.
Boone Junior begon in 1983 met acteren in de film Variety, waarna hij nog meer dan 125 rollen speelde in films en televisieseries. Hij is vooral bekend van zijn rol als Bobby Munson in de televisieserie Sons of Anarchy waar hij in 92 afleveringen speelde (2008-2014).

## Filmografie

### Films
Selectie:
- 2016 The Birth of a Nation - als eerwaarde Walthall
- 2009 Halloween II – als Floyd
- 2008 Frozen River – als Jacques Bruno
- 2007 30 Days of Night – als Beau Brower
- 2006 Unknown – als bebaarde man
- 2006 Wristcutters: A Love Story – als Mike
- 2005 Batman Begins – als Arnold Flass
- 2003 2 Fast 2 Furious – als rechercheur Whitworth
- 2000 Get Carter – als Jim Davis
- 2000 Memento – als Burt
- 1998 The Thin Red Line – als soldaat Peale
- 1998 I Still Know What You Did Last Summer – als eigenaar pandjeshuis
- 1998 Armageddon – als New Yorker
- 1998 Vampires – als Catlin
- 1997 Hugo Pool – als man met zwembadspullen
- 1997 The Game – als schimmige privédetective
- 1995 Se7en – als FBI agent
- 1995 The Quick and the Dead – als Scars
- 1992 Of Mice and Men – als buschauffeur
- 1990 Die Hard 2 – als Shockly
- 1989 New York Stories – als Hank

### Televisieseries
Selectie:
- 2021-2024 Hightown - als Petey - 4 afl.
- 2021 Paradise City - als Elias - 8 afl.
- 2017-2018 Patriot - als Rob Saperstein - 5 afl.
- 2016-2017 Flaked - als Jerry - 3 afl.
- 2016-2017 The Last Man on Earth - als Pat Brown - 4 afl.
- 2008-2014 Sons of Anarchy – als Robert Munson – 92 afl.
- 2008 In Plain Sight – als Neil Carson – 2 afl.
- 2005 Carnivàle – als Alvin – 2 afl.

- Biblioteca Nacional de España: XX1452054
- Bibliothèque nationale de France: cb14157521z (data)
- Gemeinsame Normdatei: 14297241X
- International Standard Name Identifier: 0000 0001 2027 9529
- Library of Congress Control Number: n97855466
- Nationale Bibliotheek van Tsjechië: xx0135401
- Nationale Bibliotheek van Israël: 987007446269905171
- Système universitaire de documentation: 201874202
- Virtual International Authority File: 69138850
- WorldCat: E39PBJpYxRvWXdgcwHhB8YrH4q